# Tony Colucci

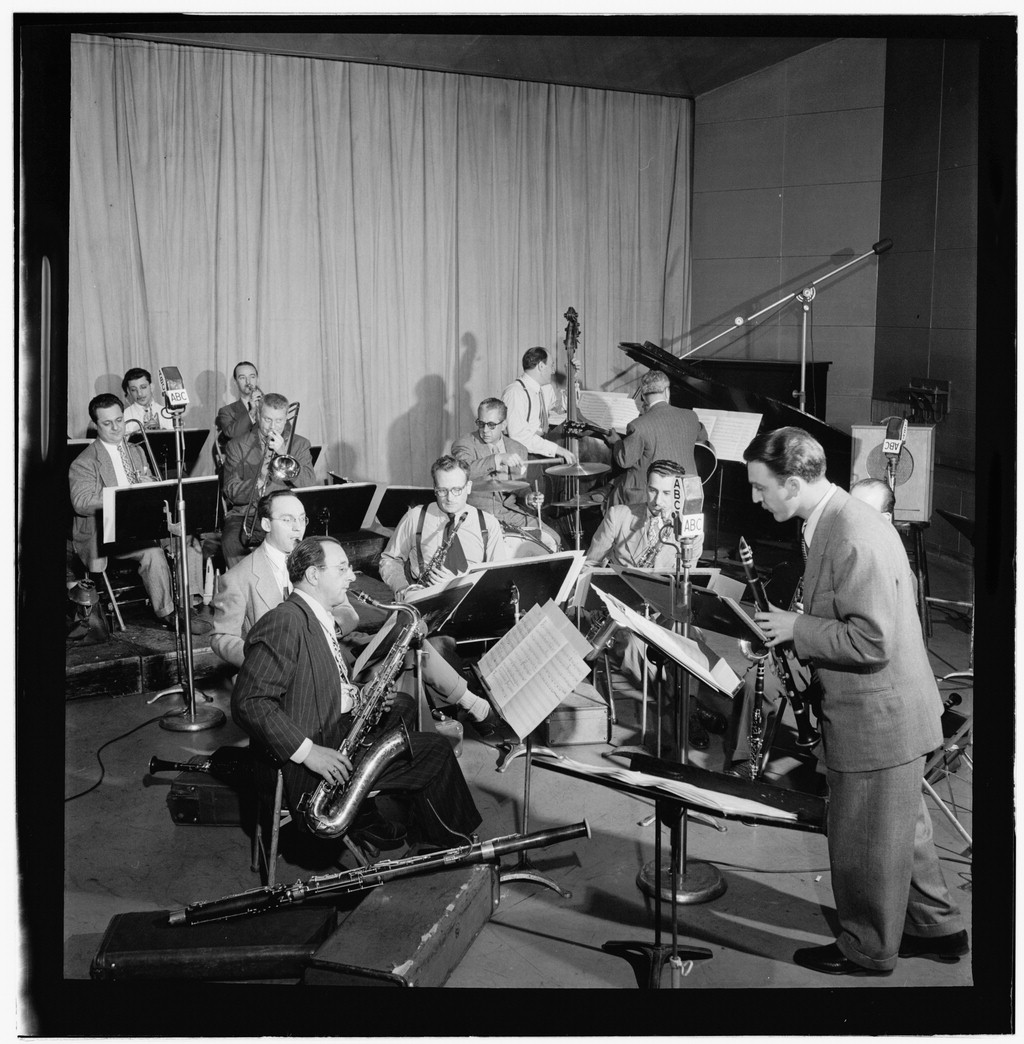
Hank D’Amico (vorn), Spots Esposito, Bobby Hackett, Walter Mercurio, Vernon Brown, Herman Yorks, Joseph Small, Sidney Stoneburn, Arthur Rollini, George Wettling, Felix Giobbe und Tony Colucci (hinten links). Foto. William P. Gottlieb

Anthony Colucci, auch Toots Colucci (* um 1905; † nach 1950) war ein US-amerikanischer Jazzmusiker (Banjo, Gitarre, Bassgitarre) des Dixieland und Swing.

## Leben und Wirken
Colucci, der aus Boston stammte und über zahlreiche Kontakte in der Musikindustrie verfügte, spielte ab den frühen 1920er-Jahren bei Sam Lanin, Roger Wolfe Kahn, Red Nichols, Vincent Lopez, Jack Shilkret sowie in den Studioformationen Bailey’s Lucky Seven und The Arkansas/Arkansaw Travelers um Miff Mole, mit den Original Indiana Five und Charleston Chasers. In den 1940er-Jahren wirkte er bei Aufnahmen von Benny Carter, Joe Sullivan, Bobby Hacketts Chamber Music Society of Lower Basin Street, der New Friends of Rhythm (U.a. mit Buster Bailey), Floyd Smith, Jelly Roll Morton, Dr. Henry Levine’s Barefoot Dixieland Philharmonic, Brad Gowans and His New York Nine und Maxine Sullivan mit. Im Bereich des Jazz war er zwischen 1923 und 1946 an 287 Aufnahmesessions beteiligt, u. a. auch mit Ethel Waters, Johnny Sylvester, Ross Gorman, Ben Selvin, Joe Venuti, Ernie Golden, Annette Hanshaw, Tommy Dorsey, Tommy Morton, Lee Morse und Mannie Klein.
1950 arbeitete er noch mit dem Organisten Paul Taubman (Five Foot Two, Eyes of Blu).